# Trichaptum fuscoviolaceum
Trichaptum fuscoviolaceum è un fungo lignicolo appartenente all'ordine delle Hymenochaetales.

## Sistematica
Il genere Trichaptum, descritto dal micologo William Alphonso Murrill nel 1904, inizialmente faceva parte della famiglia delle Polyporaceae, ma vari studi di filognetica molecolare hanno dimostrato che la sua appartenenza all'ordine delle Hymenochaetales.

## Descrizione della specie
Corpo fruttifero

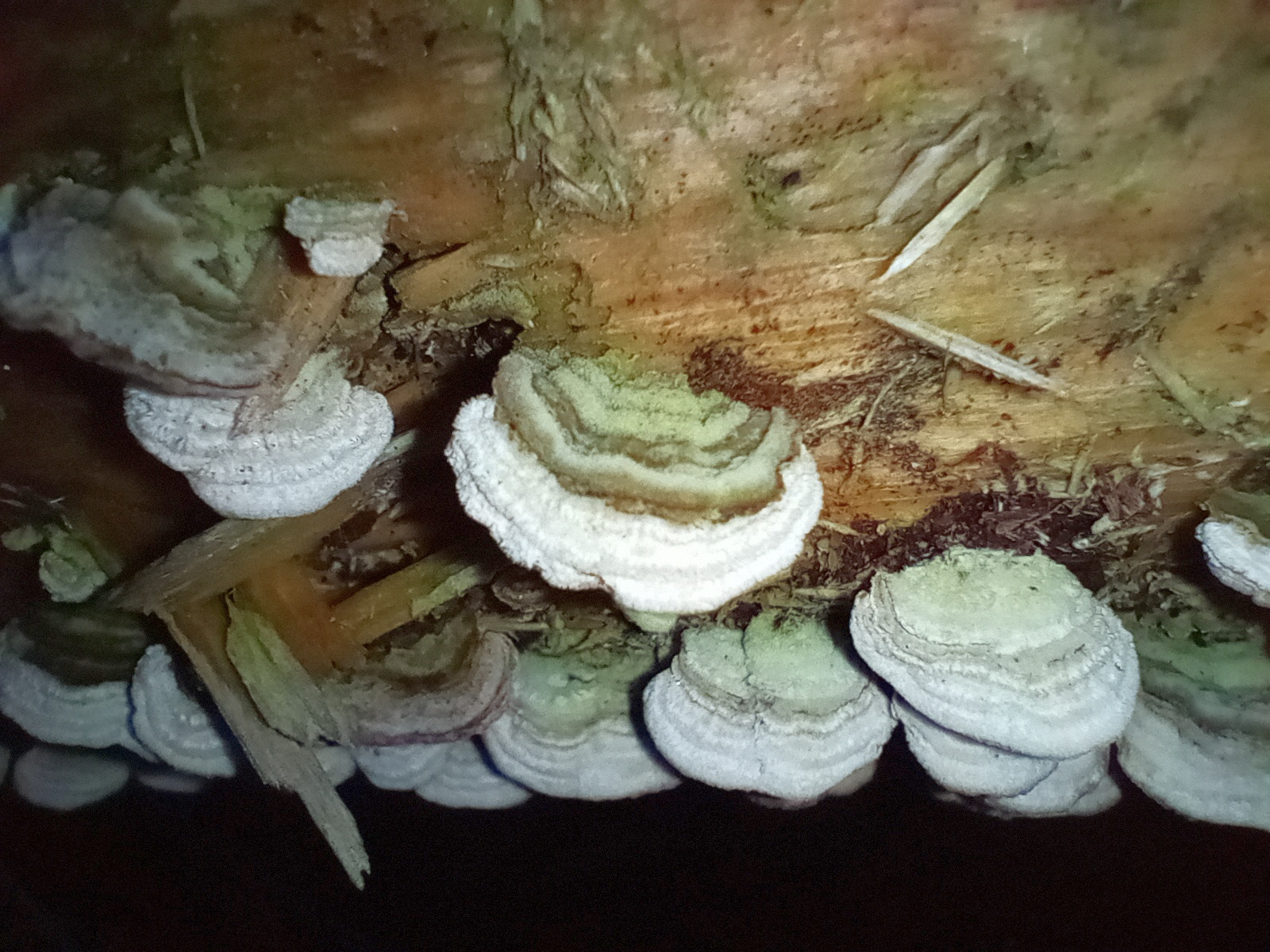
Carpofori visti dall'alto

I corpi fruttiferi sono sessili, isolati oppure in gruppi; a volte si presentano sovrapposti o anche fusi lateralmente tra di loro. Le dimensioni sono di solito comprese tra gli 1 e i 4 cm di lunghezza per 1-2 cm di spessore. Il colore della superficie superiore va dal biancastro al grigio, a volte tendente al verde se ricoperta di alghe. Il margine esterno tende può essere violaceo.
Imenio

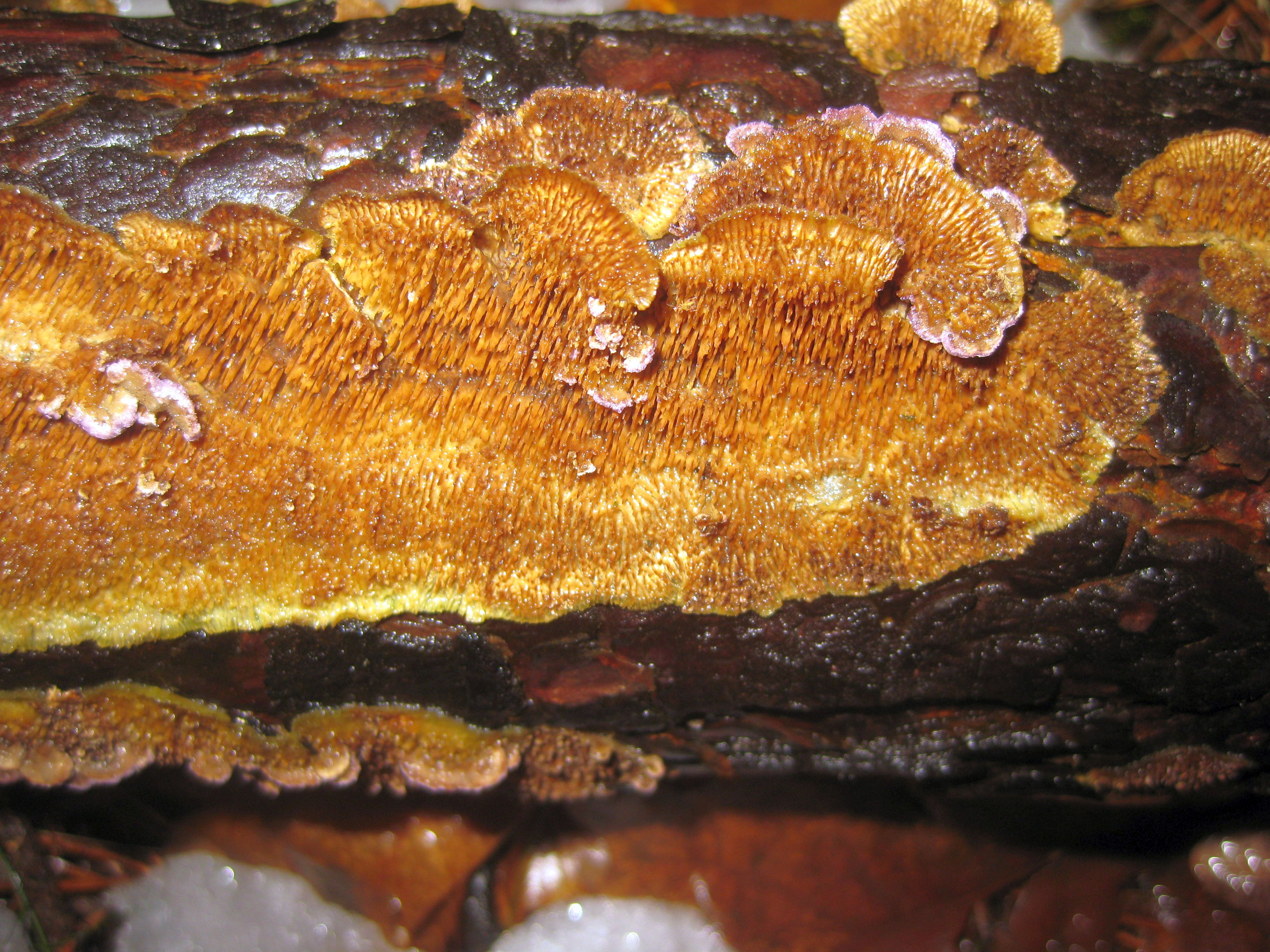
Imenio di Trichaptum fuscoviolaceum

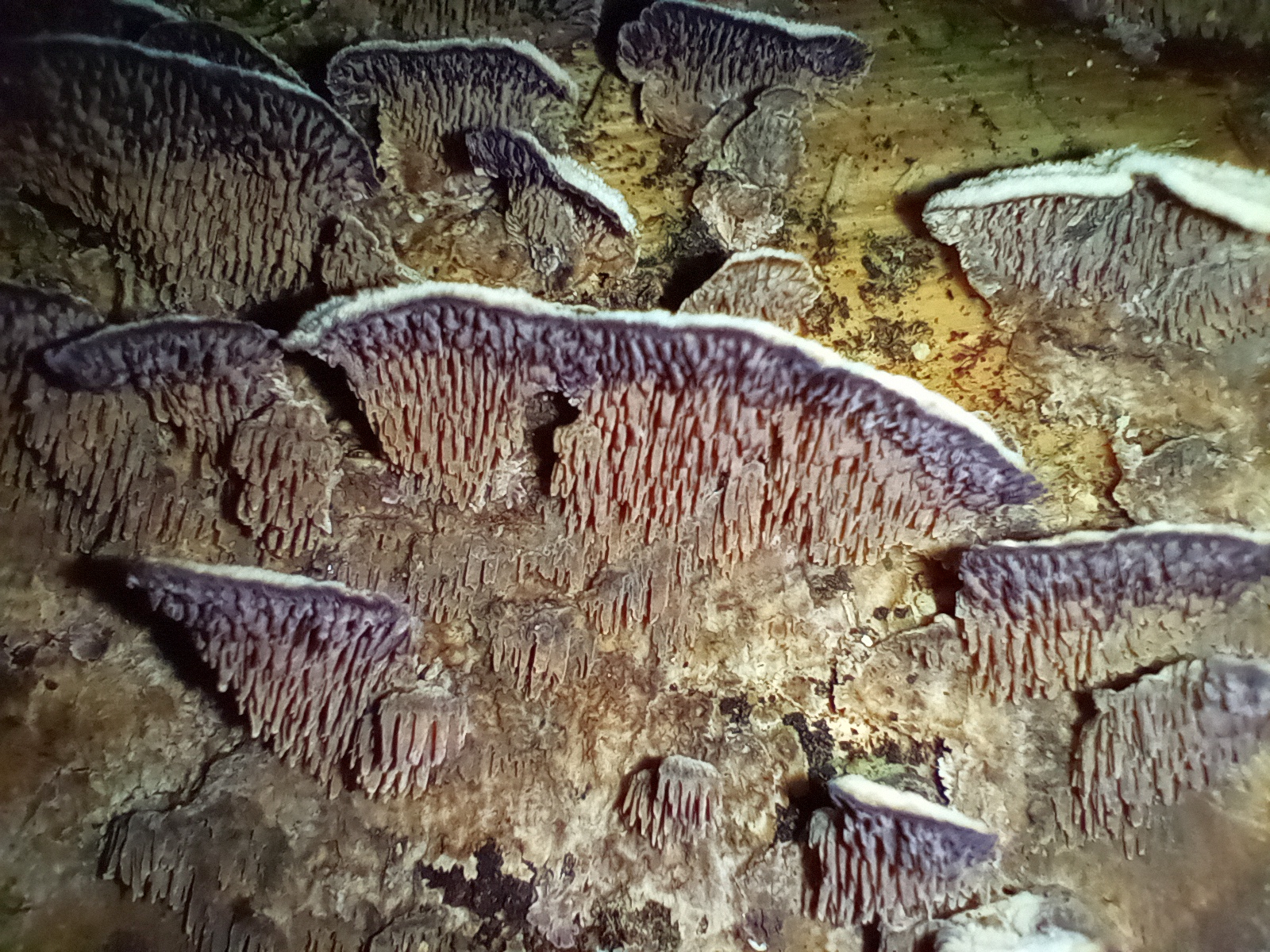
Carpofori visti dal basso

La superficie inferiore del corpo fruttifero è ricoperta di pori inizialmente di color porpora che poi, con il passare del tempo, virano ad un colore ocraceo tendente al violetto. Con l'invecchiamento i pori si trasformano in aculei.
Gambo
Assente.
Carne
Di consistenza cartilaginea e senza odore.
Spore
Biancastre, con pareti sottili e forma cilindrica, dimensioni di circa 6-7,5 per 2,5-3 micron.

## Habitat

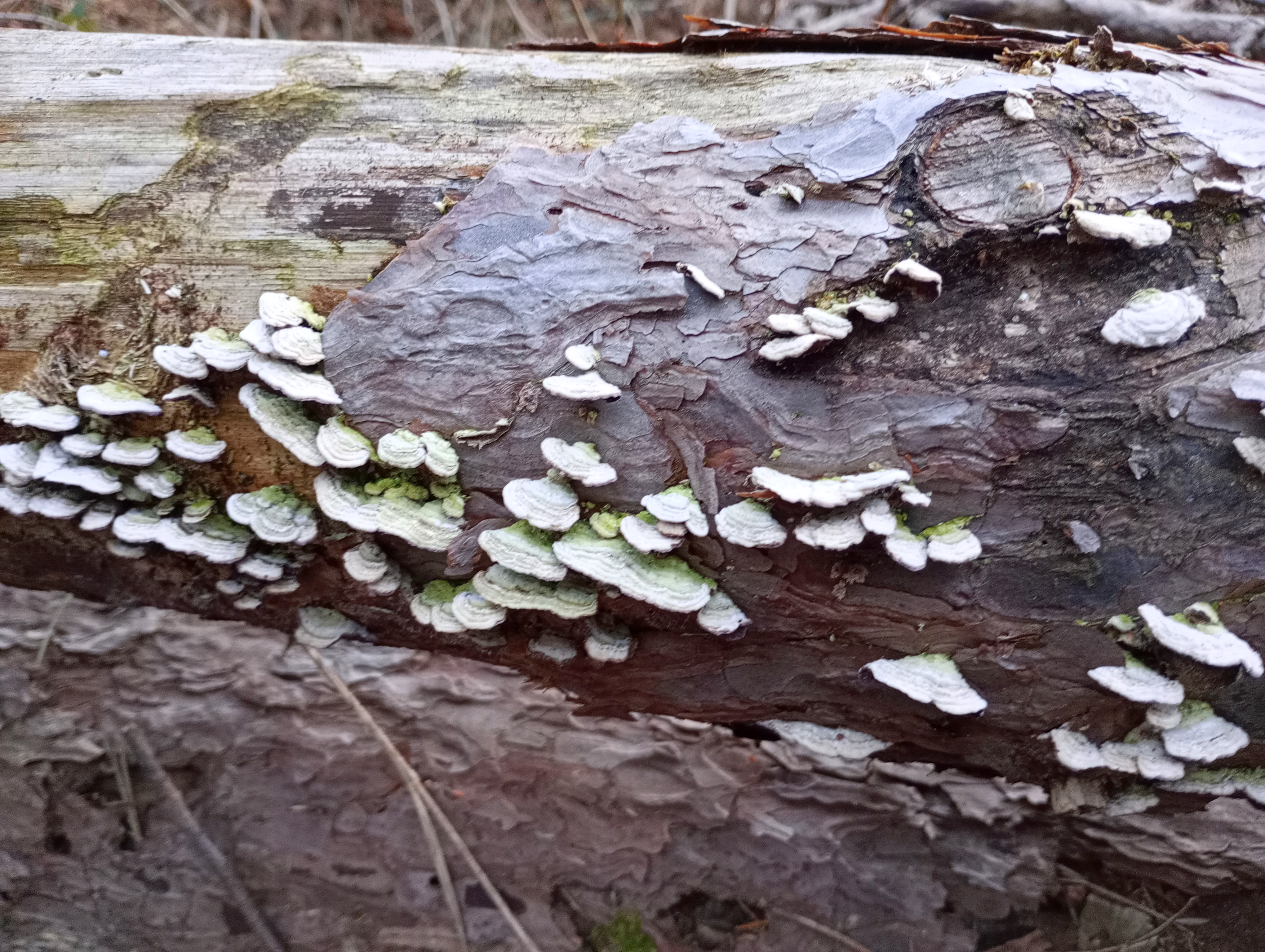
Esemplari del fungo su legno morto

Cresce sui tronchi abbattuti di pino o su esemplari ancora in vita ma deperienti, ad esempio a causa di incendi forestali. Risulta invece piuttosto raro sulle latifoglie.

## Commestibilità
La specie è considerata non commestibile.

## Etimologia
L'epiteto specifico, impiegato anche in diverse altre specie, deriva dalla combinazione dei termini latini fuscus (scuro) e  violaceus (violaceo), e fa riferimento al colore del carpoforo.

## Sinonimi

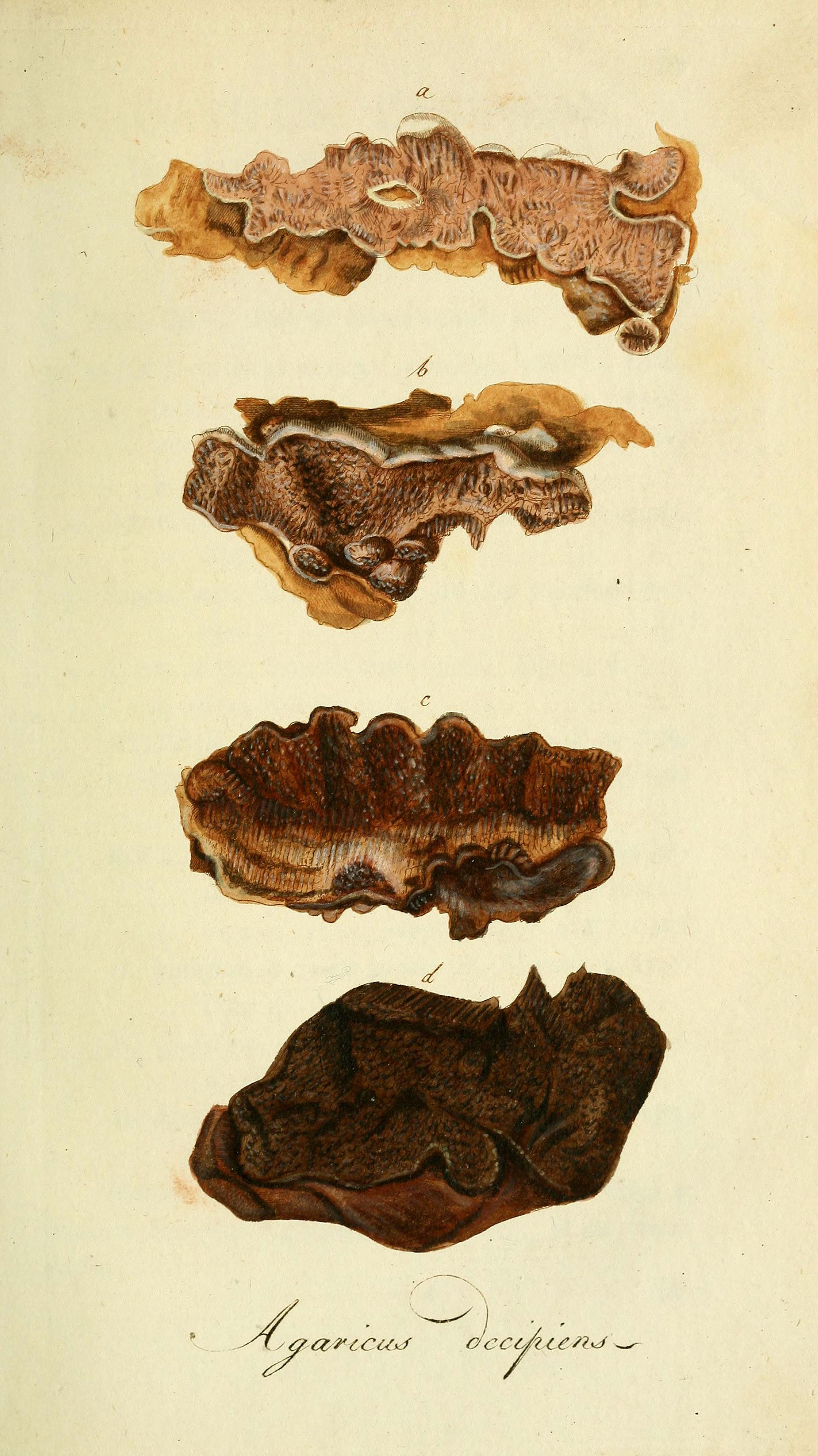
Agaricus decipiens in una illustrazione del 1797 delle Flora Europaea inchoata (Johann Jacob Roemer)

Tra i sinonimi di Trichaptum fuscoviolaceum si possono citare:
- Acia hollii (J.C.Schmidt) P.Karst.
- Agaricus decipiens Willd.
- Boletus decipiens J.F.Gmel.
- Craterellus clavatus var. violaceus (Pers.) Quél.
- Daedalea decipiens (J.F.Gmel.) Sommerf.
- Hirschioporus fuscoviolaceus subsp. hollii (J.C.Schmidt) Bondartsev, 1953
- Hydnum candidum (Ehrenb.) Schltdl.
- Hydnum decipiens Schrad.
- Hydnum fusco-violaceus Ehrenb.
- Hydnum hollii (J.C.Schmidt) Fr.
- Irpex candidus (Ehrenb.) Weinm.
- Irpex decipiens (J.F.Gmel.) Sacc.
- Irpex fuscoviolaceus P.Syd., 1828
- Irpex violaceus (Pers.) Quél.
- Lenzites fuscoviolaceus (Ehrenb.) Pat.
- Merulius violaceus Pers.
- Odontia hollii (J.C.Schmidt) Rea
- Polyporus abietinus subsp. fuscoviolaceus (Fr.) D.V.Baxter, 1946
- Sistotrema candidum Ehrenb.
- Sistotrema fuscoviolaceum Ehrenb.
- Sistotrema hollii J.C.Schmidt
- Sistotrema violaceum Secr., 1833
- Trametes abietina subsp. fuscoviolacea (Ehrenb.) Pilát, 1939
- Trichaptum hollii (J.C.Schmidt) Kreisel
- Xylodon candidus (Ehrenb.) Fr.
- Xylodon fuscoviolaceus (Ehrenb.) Kuntze